# Scopello
Ne doit pas être confondu avec Scopello (Castellammare del Golfo).
Scopello est une commune italienne de la province de Verceil dans le Piémont.

## Géographie
Scopello est située dans la vallée touristique de la Valsesia et est renommée pour sa station de ski d'Alpe di Mera.

## Histoire
Scopello était connue au XVIIIe siècle pour la présence d'une fonderie qui frappait  monnaie pour la maison de Savoie.

## Tradition

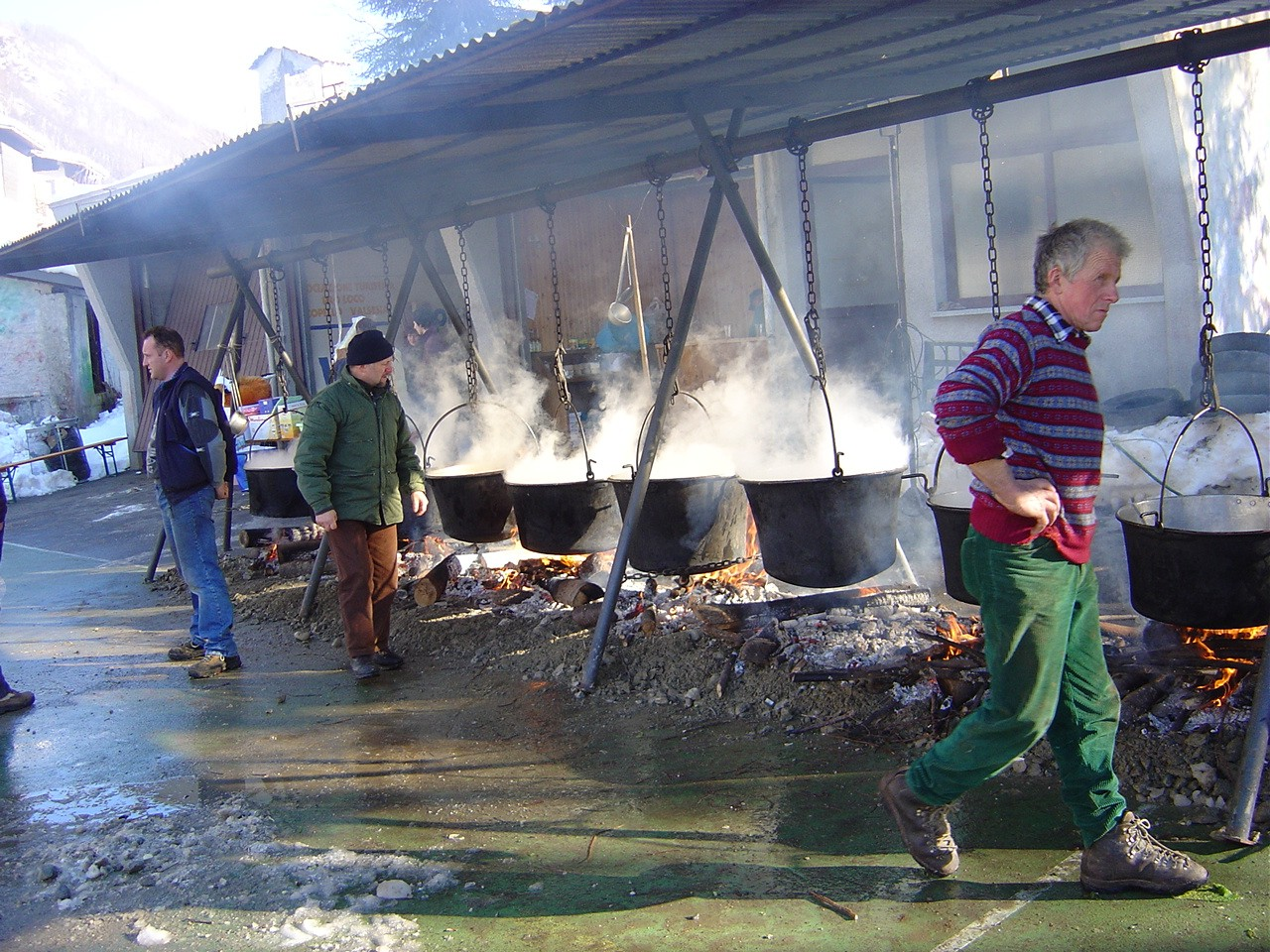
La Paniccia à Scopello aujourd'hui

Chaque année en février, au moment du carnaval, un repas, la Paniccia, était distribué aux nécessiteux du village. Aujourd'hui cette coutume est toujours respectée : chaque villageois peut aller chercher sa part dans les chaudrons mis à disposition pour l'occasion.

## Alpe di Mera
Alpe di Mera est une station touristique au-dessus de la commune de Scopello à une altitude de 1500/1700 mètres. D'Alpe di Mera, on peut jouir d'une splendide vue sur le Mont Rose. Pendant la période estivale, un terrain de golf est ouvert.

## Administration
| Période                                  | Période  | Identité       | Étiquette    | Qualité |
| ---------------------------------------- | -------- | -------------- | ------------ | ------- |
| 29 mai 2006                              | En cours | Paolo Ferraris | Lista civica |         |
| Les données manquantes sont à compléter. |          |                |              |         |

### Hameaux
Casa Pareti, Chioso, Frasso, Villabella

### Communes limitrophes
Boccioleto, Campertogno, Caprile (BI), Crevacuore (BI), Guardabosone, Pettinengo (BI), Pila, Piode, Scopa, Trivero (BI), Valle San Nicolao (BI)